# Fred Frith
Jeremy Webster Frith (Heathfield, 17 febbraio 1949) è un polistrumentista e compositore inglese.

## Biografia
Considerato uno dei più fenomenali e indiscussi geni musicali del nostro tempo e il più importante artista innovatore della scena avant-progressive rock che ha ispirato numerosi musicisti e la nascita di nuovi stili musicali in tutto il mondo, Fred Frith si è distinto in un'immensa ed eclettica carriera multimediale che perdura da oltre cinque decenni in cui ha svolto ben 22 ruoli di compositore, improvvisatore, produttore, arrangiatore, chitarrista, bassista, violista, violinista, pianista, tastierista, batterista, percussionista, xilofonista, cantante solista, corista, direttore di ensemble, tecnico al mixer, ingegnere del suono, fotografo, autore di copertine e recensore anche di dischi altrui.
Il suo nome è associato a oltre 3000 registrazioni apparse su più di 600 LP, musicassette e CD, alcuni dei quali divenuti da tempo introvabili poiché allegati a riviste specializzate di musiche alternative con tirature molto limitate per soli abbonati oppure autoprodotti in poche decine di esemplari talvolta distribuiti ai soli spettatori dei suoi concerti. 
È noto soprattutto per la sua attività di chitarrista solista, ma ha partecipato a diversi progetti musicali: è stato uno dei fondatori del gruppo Henry Cow; è stato membro degli Art Bears, dei Golden Palominos, dei Massacre e degli Skeleton Crew. Ha inoltre collaborato con una gran quantità di altri musicisti, fra cui Robert Wyatt, Brian red FEno, Mike Oldfield, Lars Hollmer, The Residents, Lol Coxhill, John Zorn, Bill Laswell, Derek Bailey, Iva Bittová, Bob Ostertag, Syd Barrett.
A partire dalla metà degli anni '90 è divenuto Professore titolare della cattedra di Composizione e Improvvisazione presso il Mills College di Oakland nella baia di San Francisco e dopo il suo pensionamento ha continuato e continua tutt'oggi a comporre la sua musica, registrare nuovi dischi e fare concerti sia come solista che coi suoi gruppi. 

## Discografia
Le liste che seguono riguardano gli album accreditati unicamente a Frith e non quelli accreditatigli con altri musicisti e quelli dei gruppi di cui ha fatto parte. Per questi ultimi si veda "Discography of Fred Frith" aggiornata al marzo 2019 che dettaglia 
il contenuto degli oltre 600 dischi citati in biografia.

### Album in studio
- 1974 – Guitar Solos
- 1980 – Gravity
- 1981 – Speechless
- 1983 – Cheap at Half the Price
- 1994 – Quartets
- 1997 – Eye to Ear
- 2001 – Clearing
- 2002 – Prints: Snapshots, Postcards, Messages and Miniatures, 1987–2001
- 2004 – Eye to Ear II
- 2005 – Eleventh Hour
- 2008 – To Sail, to Sail
- 2010 – Eye to Ear III
- 2011 – Clearing Customs

### Dal vivo
- 1983 – Live in Japan: The Guitars on the Table Approach
- 1987 – Nous Autres (con René Lussier)
- 1999 – Stone, Brick, Glass, Wood, Wire (Graphic Scores 1986–1996)
- 2006 – Impur
- 2009 – Impur II
- 2017 – Storytelling (Live at Theater Gütersloh)
- 2019 –  All Is Always Now (Fred Frith Live at the Stone)
- 2019 – Woodwork / Live aux Ateliers Claus

### Colonne sonore
- 1989 – The Top of His Head
- 1990 – Step Across the Border
- 1995 – Middle of the Moment
- 2003 – Rivers and Tides

### Musica commissionata per spettacoli di danza
- 1988 – The Technology Of Tears (And Other Music for Dance and Theatre) (inciso nel 1986)
- 1996 – Allies (Music for Dance Volume 2) (inciso nel 1989)
- 1997 – The Previous Evening (Music for Dance Volume 4) (inciso nel 1993 e 1996)
- 2001 – Accidental (Music for Dance Volume 3) (inciso nel 1995 e 1996)
- 2006 – The Happy End Problem (Music for Dance Volume 5) (inciso nel 2003 e 2004)
- 2009 – Nowhere. Sideshow. Thin Air
- 2015 – Field Days (The Amanda Loops)
- 2015 – Propaganda (In origine lato D di The Technology Of Tears)

### Album attribuiti a Frith come compositore
- 1998 – Pacifica
- 2002 – Freedom in Fragments
- 2008 – Back to Life